# Ateliers Marcel Carbonel
Les Ateliers Marcel Carbonel est une entreprise française fondée en 1935. Installée à Marseille (Bouches-du-Rhône), elle est spécialisée dans la fabrication et commercialisation des santons et accessoires pour les crèches de Noël.

## Historique
Marcel Carbonel commence à fabriquer des santons en argile en 1935, à Marseille, dans le quartier Saint-Victor où les ateliers sont encore implantés. Dans les années 1950, il emploie une dizaine de personnes. En 1977, la société Les Ateliers Marcel Carbonel est créée par sa fille et son gendre, Danièle et Alfred Renoux. À cette époque, 40% de la production est exportée.
À la fin des années 1990, Phillipe Renoux, petit-fils de Marc Carbonel, crée la boutique en ligne permettant l'achat par internet des santons. Dans les années 2000, la vente en ligne représente 10% du chiffre d'affaires de l'entreprise, puis 40% dans les années 2020. La société est reconnue entreprise du patrimoine vivant en 2007 par le Ministère des PME, du commerce et de l’artisanat.

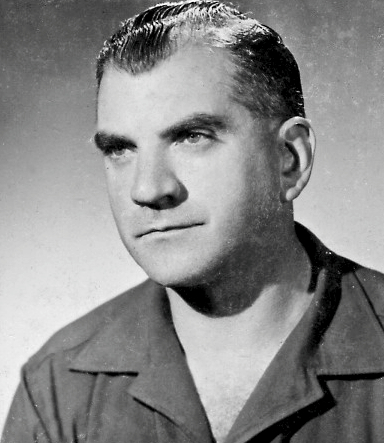
Marcel Carbonel, fondateur des ateliers, à 56 ans

En 2016, les Ateliers Marcel Carbonel s'unissent à une vingtaine d'autres fabricants pour créer l'Union des fabricants de santons de Provence, dans le but d'obtenir une indication géographique protégée et de se prémunir contre des délocalisations notamment en Tunisie. Baptiste Vitali, à la tête des ateliers Marcel Carbonel depuis 2021, est vice-président de cette Union.
L'entreprise est détenue intégralement par les descendants de Marcel Carbonel jusqu'en 2021, où elle est reprise par la famille Vitali. Après avoir travaillé principalement dans le conseil aux entreprises, les deux frères entrepreneurs, Hugo et Baptiste Vitali, ont souhaité s'investir par attrait pour un produit du terroir et pour améliorer la croissance de l'entreprise, jugée "saine et bien gérée" par les deux repreneurs. La famille Carbonel reste détentrice d'une partie du capital de l'entreprise.

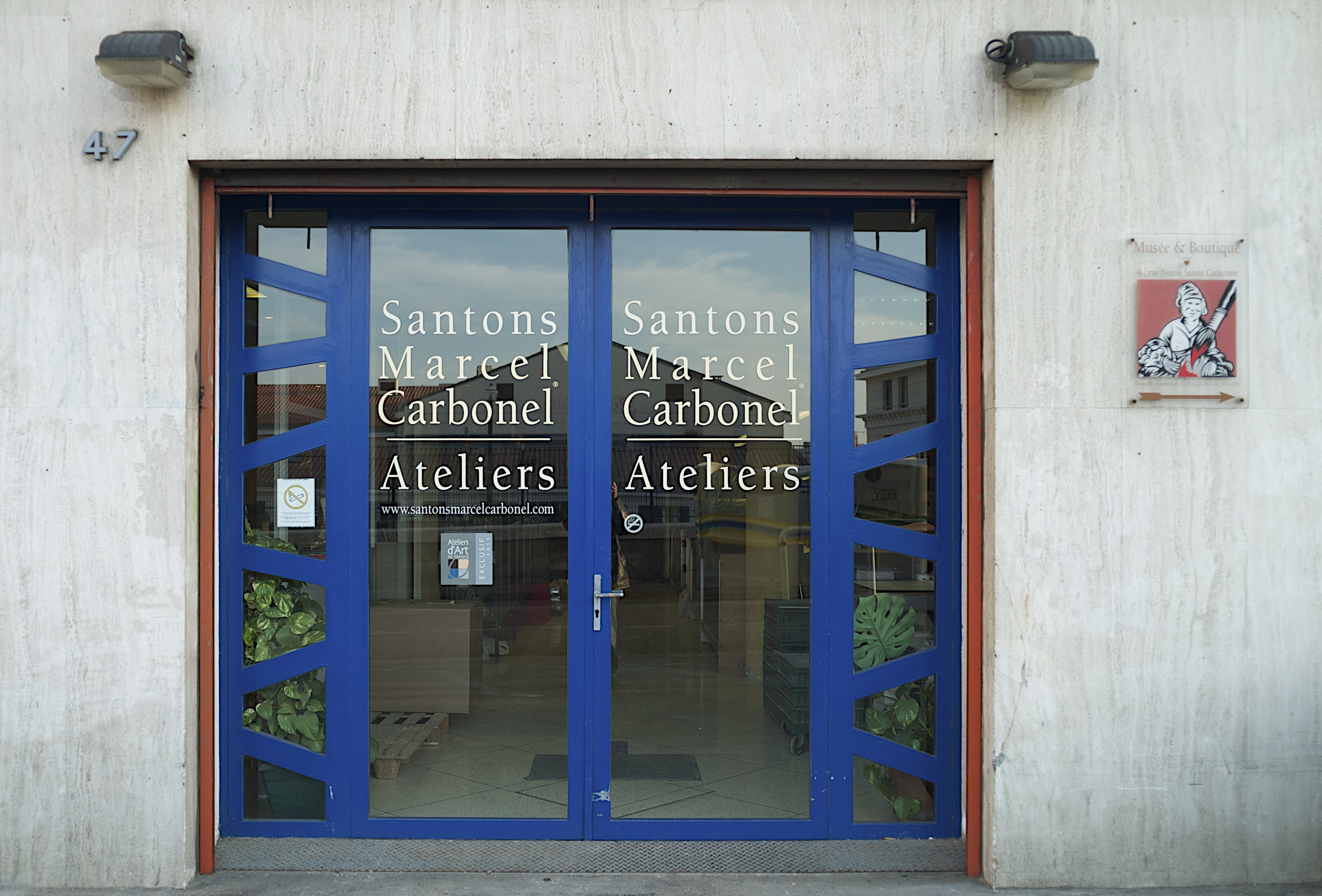
Devanture des Ateliers Marcel Carbonel à Marseille

## Activités
Les ateliers comptent plus de 1000 références, ce qui en fait la plus importante collection de santons de Provence. Cent mille pièces par an sont fabriquées de manière artisanale et sur place : les santons sont par exemple peints à la main et les ateliers fabriquent leurs propres couleurs avec un coloriste à temps plein. Les artisans sont formés au sein même des ateliers. Ce sont toujours les moules de 1935 qui sont utilisés pour fabriquer des moules de tirage, ils sont conservés dans un coffre-fort. Bien que des nouveaux styles de santons soient fabriqués chaque année, il s'agit toujours de santons traditionnels représentant des personnages bibliques ou provençaux,.
Les santons sont vendus sur place ou dans d'autres boutiques en France, ainsi qu'en ligne, dans des foires telles que la Foire aux santons de Marseille ou lors d'expositions à l'étranger.
Des artistes séjournent régulièrement en résidence dans l'établissement. Les ateliers ont aussi accueilli le Musée du santon Marcel Carbonel où plus de 2000 pièces étaient exposées,.